# Tulpenrevolutie

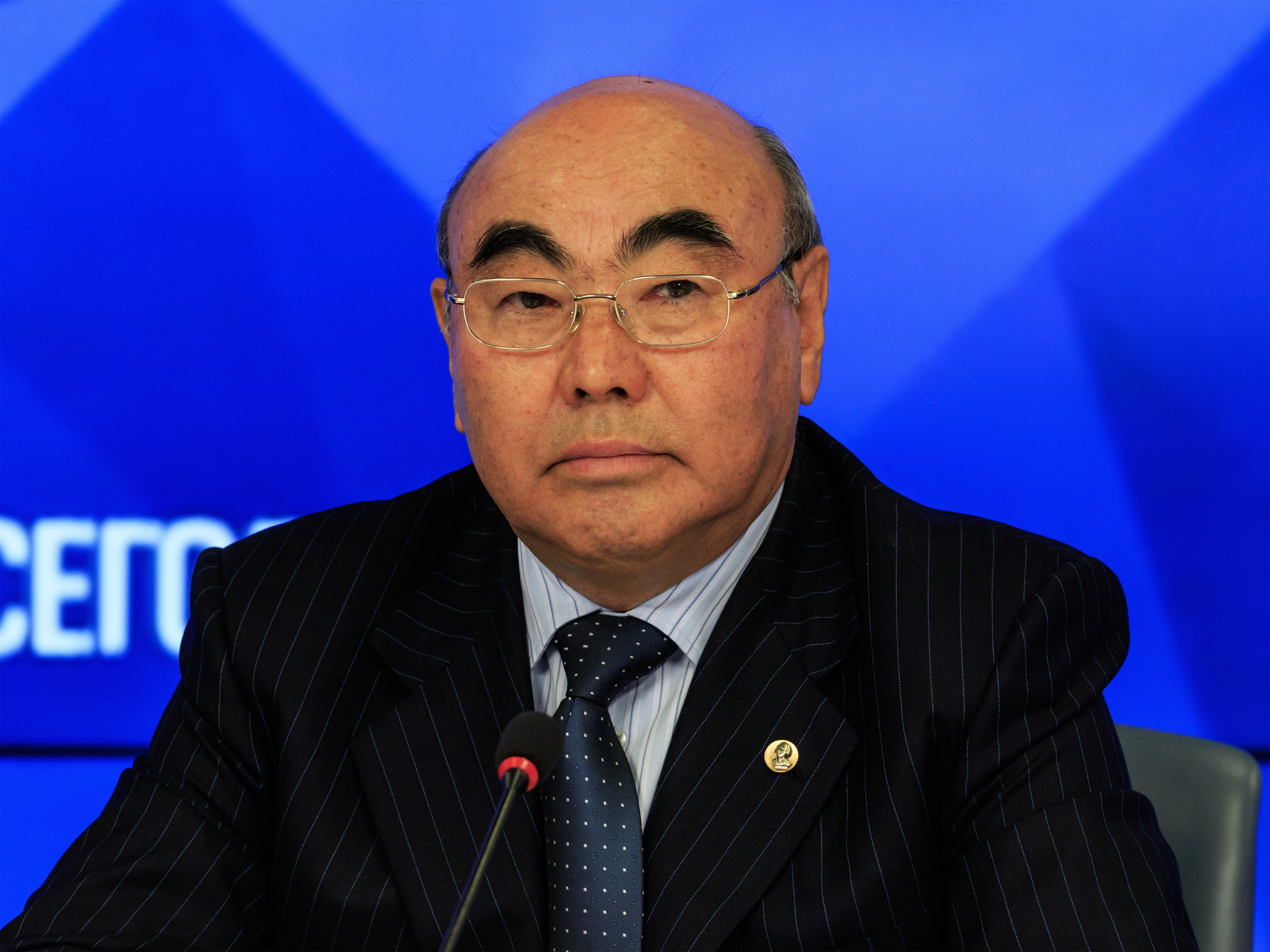
Askar Akajev

De Tulpenrevolutie was een volksopstand in de voormalige sovjetrepubliek Kirgizië van februari 2005 tot april 2005. Reden voor de opstand is de vermeende fraude bij de parlementsverkiezingen van februari 2005, die door aanhangers van president Askar Akajev werden gewonnen. Volgens de oppositie en de internationale waarnemers waren de verkiezingen niet democratisch verlopen en was er mogelijk sprake van een vervalsing van de uitslag. Direct nadat de verkiezingsuitslag door de autoriteiten bekend was gemaakt, was er onrust. Na de revolutie nam een nieuwe regering onder leiding van de nieuw gekozen president Roza Otoenbajeva het roer over. 

## Chronologie
Begin maart 2005 maakten de demonstranten nog maar een klein deel uit van de bevolking, maar half maart 2005 had de opstand tegen de regering vormen van en volksopstand aangenomen. Het werkelijke aantal opstandelingen is moeilijk in te schatten, maar het zou gaan om enkele duizenden opstandelingen (revolutionairen). De revolutionairen komen voornamelijk uit het Zuiden, de aanhangers van Akajev uit het Noorden (waar Akajev zelf ook vandaan komt). Volgens Akajev zijn de opstandelingen opgehitst door de drugsbaronnen die in het Zuiden van het land actief zijn.
- Op Palmzondag, 20 maart, werden enkele regeringsgebouwen in de hoofdstad Bisjkek door de opstandelingen bezet. Men trachtte tevens tevergeefs het parlementsgebouw te bezetten.
- Maandag 21 maart werden de twee voornaamste vliegvelden van het land bezet. Eis van de oppositie en demonstranten was de hertelling van de stemmen. Ondanks het feit dat president Akajev een soortgelijke "toestand" als in Oekraïne (Oranje Revolutie 2004) niet zal tolereren, zegde hij op 21 maart toe de stemmen in het Zuiden van het land te hertellen.
- Dinsdag 22 maart waren de zuidelijke steden Dzjalal-Abad, Osj en Toktogoel geheel of deels in handen van de opstandelingen.
- Woensdag 23 maart werd de minister van Binnenlandse Zaken, Bakirdin Subanbekov ontslagen door president Askar Akajev en hoofdaanklager Myktybek Abdyldajev. De president benoemde hardliners voor hen in de plaats.
- Donderdag 24 maart barstte er een massale volksrevolutie los in de hoofdstad Bisjkek. De demonstranten omsingelden rond negen uur in de ochtend (Nederlandse tijd) het presidentieel paleis van Akajev. De politie kon de grote groep demonstranten niet aan waarop zij zich terugtrokken. De demonstranten namen daarop het paleis in. President Akajev was toen al naar zijn buitenverblijf aan de rand van de stad gevlucht. In het presidentieel paleis werden de ministers van Defensie en Staatsveiligheid vastgehouden en ze werden gedwongen om af te treden. De demonstranten, die de kleuren geel en roze hadden aangenomen, zegden dat ze ruim twee derde van het land controleerden. Als woordvoerder van de oppositie trad Kurmanbek Bakijev naar voren.

Er zijn zeker 10 doden gevallen.
Na het aantreden van Bakijev traden nog regelmatig onlusten op, doordat profiteurs van Akajevs regime, zoals zijn schoonzoon oligarch adil Tojgonbajev veel geld hebben verkregen door zijn toedoen. Het probleem is dat bij wijze van spreken voor 10.000 dollar al een revolutie is te realiseren in een straatarm land. De bezetting van het regeringsgebouw op 17 juni door aanhangers van de Kazachse zakenman Urmatbeka Bariktabasovajen (hij mocht niet meedoen aan de presidentsverkiezingen omdat hij niet uit Kirgizië komt), die goede relaties had met Akajev, maakte dit nog eens duidelijk. De bezetting vond voor een groot deel plaats door mensen die toevallig op straat liepen en 20 dollar kregen aangeboden als ze mee zouden doen aan de bezetting. Na de inval van speciale troepen van het Ministerie van Binnenlandse Zaken, waren de demonstranten dan ook vrij snel het gebouw weer uit zonder veel problemen.
De naam Tulpenrevolutie doet denken aan de Oranje Revolutie in Oekraïne (2004) en de Rozenrevolutie in Georgië (2003). Beide revoluties in die landen brachten de staatshoofden ten val, respectievelijk de net gekozen Oekraïense president Viktor Janoekovytsj en de Georgische president Edoeard Sjevardnadze. Het grote verschil was dat de opstandelingen bij deze revolutie geen voorman hadden en ook geen programma.